# Ráma tajemství zbavený
Ráma tajemství zbavený je sci-fi román A.C. Clarka a Gentryho Lee. Román je součástí knižní série Ráma o mimozemské kosmické lodi prolétávající Sluneční soustavou. V angličtině kniha vyšla 1993, v češtině v nakladatelství Baronet roce 1995. Překladatelem knihy je Vladimír Hanák.

## Námět
Román navazuje na děj předešlého dílu (Zahrada Rámova) a pokračuje v líčení osudů Nicole des Jardinsové, Richarda Wakefielda, jejich dětí a několika dalších hrdinů z předchozího dílu Rámanské ságy během jejich cesty na palubě kosmické lodi Ráma III ke hvězdě Tau Ceti. Kniha má celkem 5 kapitol: Útěk, Duhová spojka, Smaragdové město, Válka v Rámovi a Návrat do Uzlu.

## Obsah

### Útěk
Děj tohoto dílu začíná ve vězeňské cele, kde je umístěna Nicole des Jardinsová před svojí popravou. Její nevalné životní podmínky a ubohou stravu zhoršuje navíc zákaz návštěv a nedostatek zábavy a rozptýlení, které Nicole nacházela v knihách a které ji od jisté doby nebyly poskytnuty. Nicole se postupně smiřuje se svou nevyhnutelnou popravou na elektrickém křesle a snaží se zrekapitulovat své vzpomínky a zážitky z předchozího života. V den plánované popravy se v cele objeví dva miniaturní roboti, ztvárnění do podoby Nicoliných oblíbených historických postav (Jany z Arku a Eleonory Akvitánské) a sdělují jí, že její manžel Richarda Wakefield je živ a uprchl do záhadného města uprostřed Válcového moře, kterému první Rámanská průzkumná výprava dala jméno New York. Dále jí sdělují, že je připraven její útěk z cely smrti a že již sabotovaly zabezpečovací systém a přeprogramovali biotku Garciu, která pro ni má přijít. O chvíli později se tak opravdu stane a Nicole unikne z vězení. Podle instrukcí běží na farmu Maxe Pucketta (jednoho z mála rodinných přátel), který ji ukryje v podzemí své farmy a pomůže jí tak přežít první pátrání po uprchlíkovi. Jakmile pomine první intenzivní vlna pátrání a výslechů podezřelých, dochází ke druhé fázi útěku, kdy Nicole za pomoci Maxe, Eponine (další z rodinných přátel) a své dcery Ellie uprchne nouzovým východem na dně jezera (stejně jako Richard v předchozím dílu) a za pomocí malých robotů se dostane do habitatu, kde původně žili létavci a dosáhne pobřeží válcového moře, kde je vyzvednuta Richardem a společně v ponorce odjedou do New Yorku.
Richard a Nicole se nyní věnují péči o dvě mláďata létavců, která se vylíhla z vajec, které Richard v předchozím díle zachránil. Vydají se také na průzkum dalších prostor pod městem. K tomu si vybírají chodbou za černou zástěnou, která, jak se domnívají, vede do podzemní továrny Rámanů. Nalézají záhadný podzemní komplex, kde se pohybuje množství nejrůznějších biotů a také výrobní linku, produkující všechny výrobky, které si léta od Rámanů objednávali. Během dalšího průzkumu však narážejí na oktopavouky – zvláštní tvory, které potkali již dříve a protože si nejsou jisti, zda mají přátelské úmysly, raději utečou zpět do svého doupěte. Po tomto dobrodružství přichází Richard s nápadem, že by mohli společně zorganizovat útěk svých dětí z Nového Edenu, aby s nimi mohli žít společně v New Yorku. Shodnou se však na tom, že vynechají Katii (jejich druhou dceru), která se nyní přidala k lidem diktátora Nakamury. Uvědomují si, že by je mohla zradit a celý plán zmařit. Řeší rovněž problém, co si počít s mentálně postiženým synem Benjym. Ten je nyní držen v městě Avalon, které bylo vybudováno v habitatu létavců pro lidi nakažené virem RV-41 a všechny ostatní nepohodlné pro režim diktátora Nakamury. Rozhodnou se také, že k dětem přiberou ještě Maxe, Eponii a Nai Watanabe (další z rodinných přátel) s jejími dětmi. Odvážný plán nakonec vyjde za cenu postřelení Maxe a zničení robotů Jany a Eleonory dosáhnou nakonec všichni New Yorku. K celé skupině se přidá i manžel Ellie Robert Turner, který nebyl přesvědčen o správnosti opuštění Nového Edenu.
Od svého útěku vede skupinka lidí v New Yorku téměř idylický život až do chvíle, kdy jednoho rána zahlédnou na hladině válcového moře dvě plavidla s vojáky na palubě. Ukáže se, že je na stopu uprchlíků navedla zřejmě Katie, která se domyslela z Patrickových (další z Nicoliných dětí) narážek, kam asi šli. Celá skupina se rozhodne ukrýt se v doupěti oktopavouků (jednoho ze tří, které je v New Yorku), kde je nejmenší pravděpodobnost, že je budou vetřelci hledat. Protože nemají jinou možnost, rozhodnou se prozkoumat prostory doupěte a najít možnou únikovou chodbu. Rozdělili se na několik skupin, aby mohli účinně prohledat všechny prostory. Je objevena úniková chodba s podzemní dráhou, která vede do úžasných prostor, které navíc vypadají, že jsou navrženy speciálně pro ně. Naneštěstí je během průzkumu unesena Eponie, létavci (spolu s manovými melouny a přisedlinou – viz předchozí díl) a také Ellie.

### Duhová spojka
Celá skupina uprchlíků žije v podzemních prostorách, které objevili. Jsou pomocí podzemní dráhy pravidelně zásobováni potravou a různými předměty denní spotřeby. Netuší však stále, jaký je účel toho všeho a proto se Max rozhodne, že prozkoumá, odkud jsou všechny předměty dopravovány. Nasedne do vyprázdněného vagónu dráhy a chce se nechat odvézt. Vlak však zůstává stát a Max několik dnů odmítá vystoupit. Jedné noci má Nicole vizi, ve které se jí zjeví Ellie a řekne jí, že je v pořádku. Nicole jde za Maxem, aby mu pověděla, co se jí zdálo a Max ji na oplátku sděluje, že měl vizi Eponie, která mu řekla, že za ním Nicole přijde s důležitou zprávou. Poté Max z vagónu vystoupí a vlak odjede. O několik dnů později začne přijíždět vlak s vagónem navíc, ze kterého jsou podivnými tvory vykládány jakési konstrukční díly. Následně jsou pod vedením oktapavouka smontovány do podoby válcového schodiště. Jak se ukáže, celé schodiště vede na povrch a končí v jakési iglú podobné stavbě. 

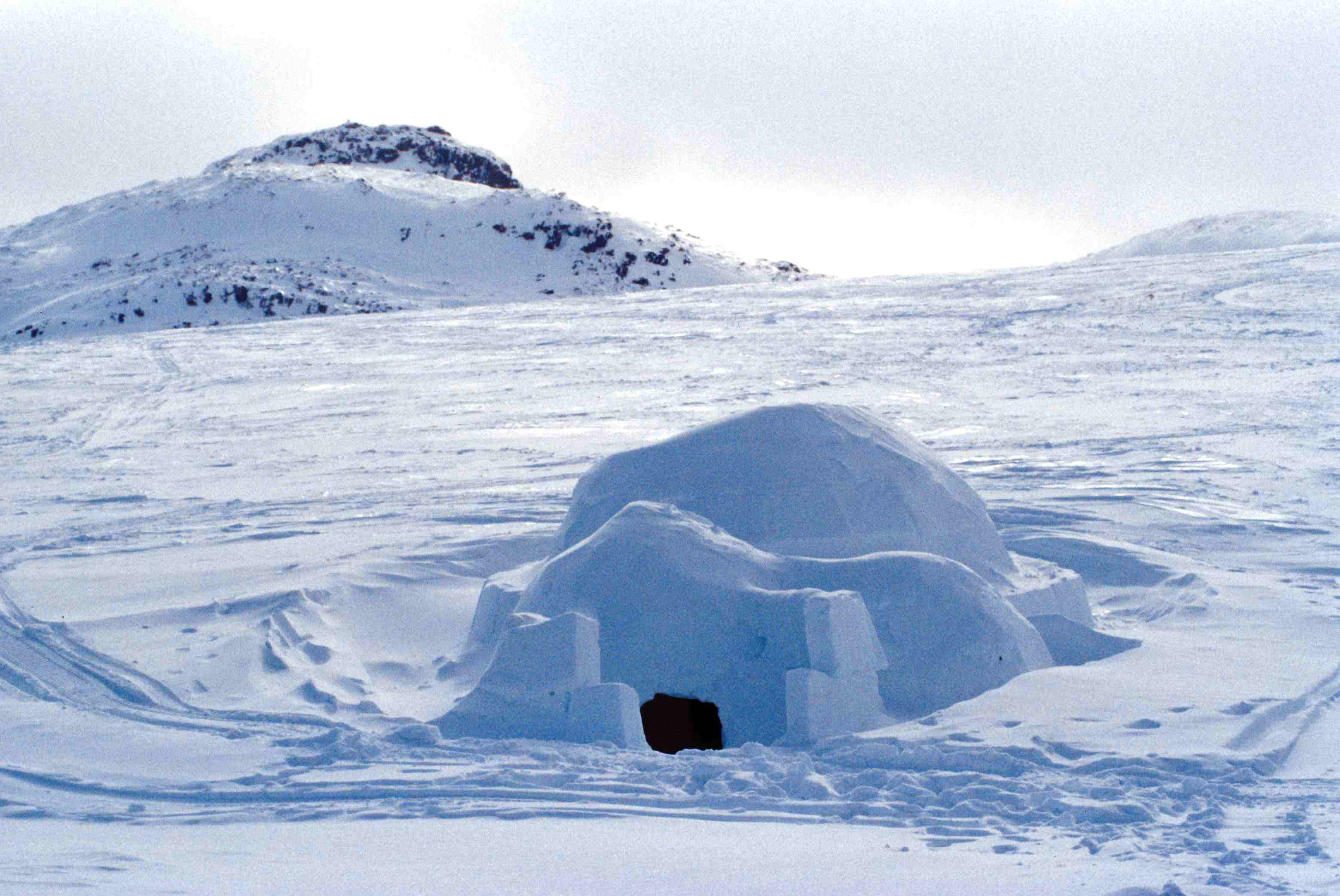
Tradiční stavba Eskymáků – iglú

 Max nadále pochybuje o mírumilovných úmyslech oktapavouků a rozhodne se jít na průzkum tunelem metra pěšky. V doprovodu Richarda naleznou komplex chodeb, kde je na podlaze vyznačena pomocí barevného pruhu trasa, která je dovede do místnosti, kde je jim promítnut krátký němý film, na němž jsou Ellie a Eponie živé a zjevě zdravé. Na cestě zpět dojde k incidentu mezi Maxem a oktapavouky. Max vystřelí pro výstrahu do vzduchu a je paralyzován jedním z oktapavouků, který ochromeného Maxe naloží do vagónu podzemní dráhy a spolu s Richardem odešle zpět k ostatním. Krátce po této epizodě se skupina rozhodne prozkoumat okolí povrchových staveb a ověří si, že se nacházejí v jižní polovině lodi Ráma III za válcovým mořem. Objeví dvojici figurek robotů, které mají věrnou podobu Nicole a Roberta a zjevně je vyzývají, aby tito dva osadníci šli s nimi. Richard a Nicole se tedy zásobí jídlem a vodou a vydají se v doprovodu těchto průvodců na cestu. Po jisté době dorazí k místu, kde před sebou zahlédnou vznášející se světlo a rozhodnou se je následovat. Ukáže se, že se jedná o obrovskou světlušku a že je záměrně provází celou jižní oblastí lodě. Měli tak možnost seznámit se s různými tvory a částmi technologie této poloviny lodě a Richard byl dokonce málem sežrán masožravým keřem, ke kterému se nedopatřením dostal. Na konci této úžasné exkurze se dostanou k jakési zelené kopuli, které dali jméno Smaragdové město, z jehož bran je vyjde přivítat Ellie a Eponie v doprovodu oktapavouka. Ellie jim sdělí, že se naučila barevnou řeč oktapavouků a že jsou jejími přáteli. Vysvětlila, že únos nebyl asi z pohledu lidí ideální začátek komunikace, ale že neměli jinou možnost, jak navázat kontakt s lidmi. Na dotaz, proč unesli i Eponii jim Eponie sdělila, oktapavouci poznali, že má nějakou nevyléčitelnou nemoc a chtěli jí pomoci, jako gesto dobré vůle. Proto oktapavouci byli na značně vyšší úrovni znalostí biologie, léčba Eponie byla nakonec úspěšná. Ellie dále rodičům sdělila, že je tak dobře schopna komunikovat s oktapavouky, protože její genetický kód je pozměněn. Dozvídají se, že poté, co byl Richard v předchozím díle ságy unesen, prováděli s ním oktapavouci určité genetické experimenty za účelem zlepšení komunikace mezi nimi a lidmi. Jednalo se o nezákonné experimenty kolonie oktapavouků, která byla později z lodi Ráma III vysazena a nahrazena kolonií současnou. Ellie se ale narodila až po Richardově únosu a jeho návratu k ostatním. Je tedy jistým hybridem mezi lidmi a oktapavouky.
Poté, co se všichni vrátili ke svému iglú, seznámili ostatní se situací a také se dvěma oktapavouky, kteří budou dělat jejich spojku s kolonií. Max byl potěšen zprávou o Eponiině vyléčení, ale trval na důkladném vyšetření doktorem Turnerem. Ani ten nesdílel optimismus ostatních a trval na dalších a dalších doplňujících testech, jako by chtěl za každou cenu ověřit, že Eponie zdravá není. Zároveň se u něj začala projevovat určitá žárlivost na schopnosti oktapavouků, která nakonec vedla k žádosti o operační vyšetření Eponiina srdce. Proti tomu se postavil zbytek osadníků a Robert se vzdal. Projevoval však i nadále nevraživost vůči svým mimozemským kolegům a zavřel se u sebe v pokoji. Krátce nato se objevili dva oktapavouvci a sdělili jim, že lidská vojska se opět vrátila do New Yorku a dobývají se do vchodu k jejich podzemnímu komplexu. Jelikož se obávají o svoji bezpečnost, rozhodli se demontovat podzemní dráhu, která k nim vede a vyzvali osadníky, aby se přestěhovali do Smaragdového města. Protože ale jde o hodně, tak všem, kdo nebudou chtít jít s nimi budou muset zablokovat krátkodobou paměť.
Po tomto sdělení se všichni až na Roberta Turnera rozhodli jít s oktapavouky. Robert se rozhodl pro variantu návratu do Nového Edenu. Max požádal Eponii o ruku a Nicole, jako nejzpůsobilejší osoba, je oddala.

### Smaragdové město
Malá skupinka lidí se pomalu začíná zabydlovat ve Smaragdovém městě. Nicole je zklamaná, když jí oktapavouk, kterému dali jméno doktor Modrý, sdělí, že není v jeho silách pomoci Benjimu s jeho mentálním handicapem. Eponie (nyní těhotná s Maxem) a Nai se věnují výuce dětí a Nicole se vzdělává v oboru anatomie oktapavouků. Ke skupince lidí je přidělen další oktapavouk, kterého pojmenovali Herkules, jako zvláštní pozorovatel. Dětem se líbí, ale ne všichni jej vítají tak ochotně. Zvláště u Maxe se začíná projevovat ponorková nemoc. U Eponie se objevují porodní stahy, ale ukáže se, že je to zatím jen planý poplach. Max nicméně začíná uvažovat o návratu do Nového Edenu. Oktapavouci nabízejí vytvoření videa nenarozeného dítěte pomocí tzv. zobrazovacích kvadroidů – malých živočichů, schopných zaznamenávat obraz (v této kapitole je zajímavý popis numerické soustavy oktapavouků – používají oktalovou soustavu. 

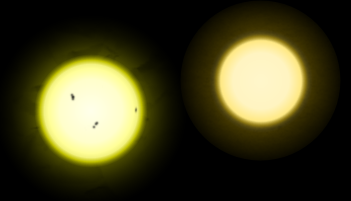
Porovnání velikosti Slunce a Tau Ceti, Slunce vlevo

 Čas je rozdělen takto: nejmenší jednotka je nillet = 28 s, 8 nilletů = 1 feng, 8 fengů = 1 woden, 8 wodenů = 1 tert a 8 tertů = 1 oktapavoučí den). Richard se snaží za pomocí oktapavouků vytvořit překladač z barevné řeči a také čas od času ověřuje navigační údaje lodi Ráma III. Potvrzuje, že loď stále míří ke svému cíli – hvězdě Tau Ceti.
Jak čas plyne, osadníci si stále více kladou otázku, jaký s nimi mají oktapavouci záměr. Několikrát se totiž dozvěděli, že vše v oktapavoučí hierarchii je přísně optimalizováno tak, aby zisk jakéhokoli jedince převyšoval náklady na udržení jeho existence. Logicky se tedy rozvíjí diskuse na téma, co by lidé mohli oktapavoukům poskytnout, aby nebyli pouze příjemci a měli pozitivní bilanci příjmů a výdajů. Dále také probíhá výuka všech dětí a stále více se projevují sobecké a egocentrické sklony Galilea (jednoho ze synů Nai Watanabe). Zároveň se začíná rozvíjet milostný vztah mezi Nai a Patrikem.
Lidé jsou postupně stále více zapojováni do života oktapavouků a dokonce se jim dostane cti zúčastnit se obřadu Matrikulace, během kterého, jak se dozvídají, se mají mladí oktapavouci zařadit do společnosti. Je nutné, aby si vybrali mezi tím být bezpohlavní a součástí majoritní společnosti nebo pohlavně dozrálým jedincem – tzv. alternátem a žít v oddělené kolonii. Během tohoto obřadu dojde k incidentu mezi Nikki (dcerou Ellie) a jedním „leguánem“. Zároveň jsou lidé také svědkem „terminace“ jedné oktapavoučice z důvodu její negativní bilance příjmů a výdajů. Lidé jsou otřeseni a přestože se domnívají, že to bylo součástí scénáře zasvěcení mladých oktapavouků do života, stále více u nich sílí obavy o vlastní osud.
Mezitím se přiblíží čas Eponiina porodu. Bohužel se vyskytnou určité komplikace, ale za účinné pomoci oktapavouků a jejich dokonalé zobrazovací metodě (pomocí tvorů kadroidů) se nakonec úspěšně narodí Maxův prvorozený syn Marius. Max s Patrikem také opět oživují debatu o možném návratu do Nového Edenu a dokonce tento požadavek vznášejí oficiálně pomocí jejich oktapavoučího prostředníka Archieho. Je jim však odpovězeno, že tato otázka je plně v kompetenci tzv. hlavní optimalizátorky kolonie. Lidé si tedy vyžádají audienci u hlavní optimalizátorky, která jejich žádostí není tak úplně zaskočena. Promítne jim však několik videozáznamů z Nového Edenu, který oktapavouci monitorují již delší dobu a vysvětlí jim, že vzhledem k momentální napjaté situaci mezi lidmi a oktapavouky není jejich návrat možný. Na videozáznamu lidé vidí stále zoufalejší životní podmínky v Novém Edenu a jsou také svědky štvavé kampaně diktátora Nakamury proti oktapavoukům (této kampani nahrává i svědectví Roberta Turnera, který se vrátil mezi lidi a protože mu byly odstraněny poslední vzpomínky na setkání s oktapavouky, svědčí pouze o únosu své ženy Ellie), která jednoznačně směřuje k válce mezi lidmi a oktapavouky. Dále se Nicole a Richard dozvídají, že na jejich dopadení je vypsána odměna. Nicole zvlášť zasáhnou záběry své dcery Katie, která zcela propadla drogám a momentálně vede Nakamurův obchod s prostitucí.
U Nicole se v poslední době začíná projevovat srdeční slabost a u Richarda je objeven nádor prostaty. Oba dva zdravotní problémy se podaří s pomocí oktapavoučice, které teď říkají doktorka Modrá, úspěšně vyřešit. Nicole prosí Archieho, aby jí zprostředkoval další videa její dcery Katie a ten po delší době odmítání nakonec souhlasí. Varuje však Nicole, že záběry pro ni budou velmi bolestné. Nicole nicméně trvá na jejich promítnutí. A přesně, jak Archie řekl, není to pro ni vůbec příjemný pohled, přesto však na záběrech nalezne místa, ze kterých je patrné, že by Katie ráda provedla ve svém životě změnu a že se jí stýská po otci Richardovi a bratru Patrikovi.
Richard dostává od oktapavouků nabídku, aby pro ně pracoval. Je mu postupně předvedeno mnoho oddělení, která by pro něj byla vhodná. Richard také s Archiem řeší svůj únos na lodi Ráma II a žádá také o návštěvu létavců. Ti jsou umístěni v zoologické zahradě, do které je ale přístup omezen. Povolení je mu ale nakonec vystaveno a on se shledává s mláďaty (nyní již dospělými), která zachránil a poté vychovával. Při odchodu ze ZOO zaslechne cosi, co připomíná dětský pláč. Nemá pro to logické vysvětlení a proto tuto záležitost odsouvá do pozadí svého zájmu. Důležitější věcí na pořadu dne je totiž svatba Nai Watanabe a Patrika. Během obřadu se však objeví oktapavouci s naléhavým požadavkem na schůzku s hlavní optimalizátorkou. Ta jim sdělí, že došlo k vážné krizi mezi lidmi Nového Edenu a oktapavouky a že podle všeho se lidé připravují k invazi na území oktapavouků. Prozatím lidé prováděli pouze průzkum a oktapavouci nekladli odpor. Umístili však na klíčové pozice nápisy, které vyzývali lidi k opuštění jejich území. Poté, co lidé napadli několik tvorů sklízejících úrodu a zapálili pole obilnin se nápisy oktapavouků změnily. Lidem bylo jasně sděleno, že podobné další akce budou považovány za akt války. Zahájení války ze strany oktapavouků je však velmi závažný akt, který má pro kolonii rozsáhlé důsledky. Nejvážnějším z nich je, že všichni jedinci, kteří se ve válečném úsilí zapojí, budou po skončení konfliktu terminováni. Protože oktapavouci chtějí sáhnout k možnosti války až jako k úplně poslední a krajní možnosti, je schválen návrh Archieho, že se vydá společně s Richardem, Ellie a její dcerou Nikki k vojákům a sdělí jim, že nemají žádnou šanci válku vyhrát. Všichni si ale uvědomují, že se jedná s největší pravděpodobností o sebevražednou misi.

### Válka v Rámovi
Řídící inteligence lodi Ráma III vysílá signál o neuspokojivé situaci uvnitř kolonie lidí a informuje nadřazený systém, že momentální situace splňuje všechny podmínky pro tzv. „zásah druhého stupně“. V opačném případě by zřejmě došlo ke katastrofálnímu konfliktu mezi lidmi a oktapavouky, po kterém by zůstalo jen velmi málo přeživších jedinců. Zpráva rovněž obsahuje obavy, že vzhledem k velmi pokročilým biologickým schopnostem oktapavouků, by mohlo dojít k totálnímu vyhlazení lidí.
Mezitím se účastníkům mírové mise (Archiemu, Richardovi, Ellie a Nikki) podaří dostat se bez úhony k vojákům a předat jim vzkaz o nesmyslnosti války mezi lidmi a oktapavouky. Reakce vojáků na přítomnost oktapavouka je vesměs pozitivní a dokonce jsou velmi udiveni schopnostmi, které jim za pomoci tlumočníků Ellie a Richarda předvádí. Velení lidí (a zvláště pak diktátor Nakamura) nechce připustit podkopání své autority a proto všechny zajmou. Richarda a Archieho umisťují do izolované cely a jejich přítomnost v Novém Edenu se snaží za každou cenu ututlat. Protože byli jen sami dva, mezi Richardem a Archiem se vytvořil silný přátelský vztah. Napomohl k tomu hodně i fakt, že oba byli vědci a měli spoustu společných témat k diskusi. Ellie s dcerou vrátili k Robertu Turnerovi (jejímu manželovi). Ten však na Elliiny informace, že oktapavouci jsou přátelé, reaguje negativně a vyčítá manželce, že ho chce před lidmi ztrapnit a zesměšnit (její informace jsou totiž v přímém rozporu s tím, co Robert do té doby všem o oktapavoucích říkal). Dcera Katie se od přítele dozvídá, že otec Richard je uvězněn v Novém Edenu a snaží se k němu dostat. Donutí přítele Franze (vysokého policejního důstojníka), aby jí setkání s otcem umožnil. K setkání skutečně dojde. Ellie je mezitím dosti nevybíravě vyslýchána a dokonce je jí vyhrožováno obvinění z velezrady a kolaboraci s „nepřítelem“.
Lidé dále ohrožují území oktapavouků a hlavní optimalizátorka informuje Nicole, že pokud se nálety přiblíží Smaragdovému městu, budou se oktapavouci muset začít bránit. Nicole se aktivně zapojuje do práce oktapavouků a pomáhá především s ošetřováním raněných a dostává se jí pocty být přítomna kladení vajíček královnou. V Novém Edenu je zatím zahájen veřejný proces s Richardem a Archiem, který vede sám diktátor Nakamura. Žádá od Archieho, aby za svůj druh podepsal bezpodmínečnou kapitulaci. Protože však podmínky kapitulace jsou velmi ponižující a protože se tento dokument příčí morálce oktapavouků, odmítne jej Archie podepsat. Zároveň prostřednictvím Richarda oznámí, že přišel s lidmi jednat o míru a nikoli kapitulaci. Robert lidem navíc zdůrazní, že prozatím se pavouci vůbec nebránili a že v případě konfliktu nemají lidé žádnou šanci vyhrát. Po tomto proslovu je Richard fyzicky napaden ochrankou a oba i Archiem jsou opět uvězněni. Krátce nato jsou oba ve své cele zavražděni čtyřmi bioty.
Nicole, která celou scénu zhlédla na videozáznamu, postihl infarkt. Díky pomoci doktorky Modré se ale zdárně zotavovala. Situace mezi lidmi a oktapavouky se nadále zhoršuje a dojde to tak daleko, že oktapavouci dají lidem ultimátum. Aby jej podpořili a demonstrovali svoje technické schopnosti, přiloží k němu i podrobný popis chystaného útoku, který snadno získají pomocí „létajících kvadroidů“. Guvernér Macmillan (loutková postava, ovládaná Nakamurou) navrhuje na ultimátum přistoupit, ale Nakamura nechce ani slyšet. Bojí se totiž o svou pozici a znovu vyslýchá Ellie. Užívá dokonce proti ní i fyzické násilí, ale Ellie neprozradí nic, ze strategických informací oktapavouků. Ve Smaragdovém městě zatím hlavní optimalizátorka informuje Nicole, že nadešla chvíle, kdy se musejí oktapavouci bránit, protože bezprostředně hrozí zničení Smaragdového města. Oznamuje, že bude proti lidem veden úder biologickými zbraněmi, avšak ne v takové síle, aby to znamenalo vyhlazení lidí. Podle odhadů zemře asi 20-30 % obyvatelstva a to od 40 let výše. Nicole se snaží přesvědčit hlavní optimalizátorku, aby ušetřila Roberta Turnera a Katii.
Mezitím se Katie v Novém Edenu objednává k Nakamurovi na audienci s úmyslem změnit život v kolonii k lepšímu. Poté, co předstírá milostné hrátky s Nakamurou, mu sebere jeho osobní zbraň a zastřelí ho. Než ji stačí ochranka zastavit, spáchá sebevraždu. Oktapavouci však zatím, bez ohledu na tuto změnu, vypustí své biologické zbraně a lidé v Novém Edenu začínají záhadně umírat. Konflikt mezi oktapavouky a lidmi i přesto pokračuje v nezměněné intenzitě dále a nálety lidí se již dostaly až ke Smaragdovému městu, které je nyní bombardováno. Nicole je požádána, aby asistovala lékařům v alternativní zóně. Při jednom náletu je pobořena část ZOO a Nicole zaslechne (stejně jako Richard kdysi) dětský pláč. Jde po hlase a nalezne malou holčičku a její mrtvou matku. Holčička má jako jedinou identifikační značku na krku náhrdelník s medailonem svatého Michaela za Sieny (viz díl Návrat Rámy). Na zadní straně medailonu je napsáno jméno Maria. Než se stačí s děvčátkem vrátit do města, začnou se kolem „velkého a malých rohů“ (podivných staveb na konci jižní části lodi – viz předchozí díly) vytvářet barevné blesky a před Nicole s dítětem v náručí se náhle objevuje Orel (podivná umělá bytost – viz Návrat Rámy).
Orel Nicole sděluje, že to, co se momentálně děje je zásah druhého stupně a že nyní všichni na lodi Ráma III usnou a probudí se až v cíli cesty. Rovněž sděluje, že není jisté, zda všichni fázi spánku přežijí. Na Nicolinu otázku, proč nebyl zásah proveden dříve jí Orel odpovídá, že není možné kombinovat přístup, kdy mají obyvatelé lodi svobodnou vůli a přístup, kdy je do jejich jednání z vyšší moci zasahováno. Několik minut po tomto rozhovoru se v lodi Ráma III rozsvítí světla a skutečně všichni upadnou do spánku.

### Návrat do Uzlu

Hvězdy v okolí našeho Slunce do vzdálenosti 14 světelných let

Nicole se probouzí a zjišťuje, že je umístěná v jakémsi kontejneru. Záhy po jejím probuzení se objevuje Orel, aby jí sdělil, že se nachází v soustavě Tau Ceti a že spala 16 let cestovního času. Dozvídá se také, že se bohužel nepodařilo zpomalit u ní stárnutí tak úspěšně jako prve. Dále jí sděluje, že během cesty prodělala dvě zástavy srdce, které se však pomocí léků a mechanické stimulace podařilo zvládnout. Je však ale nutné, chce-li dále žít aktivním životem, provést výměnu jejího oslabeného srdce za srdce umělé. Nicole se postupně začíná vyrovnávat se svým věkem (je jí teď kolem 80 let) a společnost jí dělá doktorka Modrá.
Orel bere Nicole a doktorku Modrou na exkurzi do lodi Ráma III, na které přiletěli. Nicole zjišťuje, že prostředí uvnitř lodi bylo během jejich spánku přebudováno. Severní i jižní polovina válce lodi se změnila k nepoznání, válcové moře bylo vypuštěno a New York byl právě demontován. Nicole prosí Orla, aby se směla ještě jednou do New Yorku podívat. Ten jí vyhoví a Nicole se nemůže ubránit vzpomínkám na čas, který zde prožila. Krátce nato se spolu s Orlem a doktorkou Modrou vydávají na cestu k Uzlu. Ukazuje se, že Uzel, který je umístěn zde v soustavě Tau Ceti, je určitě jiný, než ten, který byl umístěn v soustavě Síria. Má totiž jeden modul navíc a tvoří tak čtyřstěn. Nicole se dozvídá, že modul navíc je modulem Vědění. Jak se ukáže, poblíž Uzlu je kromě Rámy zaparkovaná další obrovská kosmická loď ve tvaru hvězdice, která byla narychlo přebudována, aby pojala přeživší kolonisty všech druhů, které byly na lodi Ráma III. Lidé ji nazvali důvěrně Grand hotel. Orel a doktorka Modrá Nicole informují, že stále trvá nepřátelský vztah mezi lidmi a oktapavouky a proto bylo v Grand hotelu přistoupeno k segregaci obou druhů. Ke vzájemné interakci dochází pouze v jídelně a společenských prostorách lodi. Více než polovina lidí se však styku s oktapavouky záměrně vyhýbá.
Po příletu do Grand hotelu je Nicole seznamována s režimem uvnitř lodi. Zjišťuje, že je zde množství robotů, kteří dohlížejí na pořádek. Dozvídá se také nepříjemnou zprávu, že Galileo byl umístěn do oddělené části lodi z důvodu agresivního chování. Konečně se Nicole setkává s ostatními členy své skupiny, která žila tak dlouho ve světě oktapavouků a zjišťuje, že děti mezitím, co spali, dospěli. Po tomto šťastném shledání čeká Nicole první nepříjemná zkušenost. Během oběda ve společných prostorách jídelny je konfrontována se členy tzv. Rady (což je jakási forma samozvané samosprávy lidí), kteří ji informují, že vyhlásili bojkot společných setkání s oktapavouky, dokud nebudou splněny jejich poněkud xenofobní požadavky. Naneštěstí se ukazuje, že Nai se stala členkou Rady, aby tak zajistila propuštění Galilea z izolace. Ellie a Nicole se snaží o sblížení lidí a oktapavouků pomocí pořádání turnajů v bridži. Tento nápad se skvěle osvědčí, ale naráží na odpor a stále vzrůstající nevraživost ze strany Rady.
Život v Grand hotelu plyne více méně stejným způsobem dále až do dne, kdy se na obzoru objeví nové kosmické plavidlo ve tvaru letadlové lodi. Nicole je zrovna na pozorovací palubě a zvědavý dav ji přivodí pohmoždění kyčelního kloubu. Orel Nicole informuje, že se jí zranění zahojí, ale bude to nějaký čas trvat. Aby se mohla samostatně pohybovat, přiveze jí speciální elektrický invalidní vozík. Zároveň ji také informuje, že stávající fáze operace je téměř u konce a že během několika následujících dnů budou lidé přesunuti částečně na Letadlovou loď a částečně do Uzlu. Přesný rozvrh přesunu jí ale nebyl schopen prozatím prozradit.
Později se Orel za Nicole vrací, aby ji požádal o spolupráci a podporu při přesunu lidí z Grand hotelu. Nicole se bouří při představě, že by měla spolupracovat na rozdělení rodin. Orel jí vysvětluje, že lidé, kteří se projevili jako nepřizpůsobiví, budou přesunuti na Letadlovou loď a zcela izolováni od ostatních druhů. Nicole je pobouřena Orlovým požadavkem a spolupráci odmítne. Později Orel Nicole vyhledá znovu a informuje ji, že všechny formy přisedliny a létavci budou přesunuty na Letadlovou loď. Nabízí jí, že by se mohla spojit s přisedlinou a zjistit, co jí za vzkazy zanechal manžel Richard. Nicole souhlasí a dostává se jí příležitosti sdílet Richardovi myšlenky a vzpomínky, když byl sám s přisedlinou spojen.
Následující den je všem na palubě Grand hotelu oznámeno, že dojde k přesunu jeho obyvatel částečně na Letadlovou loď a částečně do Uzlu. Je jim zároveň oznámeno, že tyto dvě skupiny se již nikdy neuvidí. Ti, co budou vybráni na Letadlovou loď se tam budou muset přesunout ještě téhož dne. Ostatní se přesunou do Uzlu později. Těm, kteří budou vybráni do Uzlu bude ale dána možnost se rozhodnout pro umístění na Letadlové lodi. Nai se dozví, že byla s ostatními zařazena do Uzlu, ale Galileo je zařazen na Letadlovou loď. Žádá tedy ostatní, aby se připojili k ní a přešli na Letadlovou loď. Většina to odmítne, jen Patrik se k Nai přidává. Galileův bratr Kepler se úmyslu jít s Nai a Patrikem vzdá poté, co se dozví, že všichni na Letadlové lodi budou sterilizováni a odsouzeni tak na Letadlové lodi dožít bez možnosti další reprodukce.

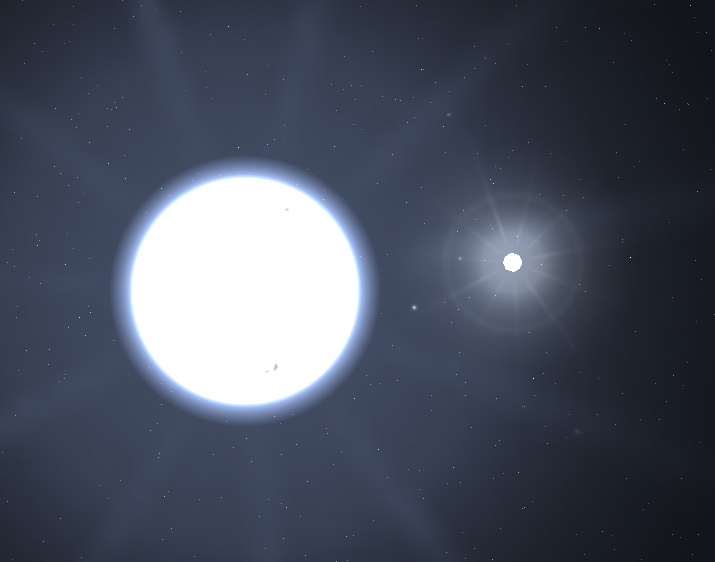
Dvojhvězda Sirius A a B

 Nicolin zdravotní stav se zhoršuje a Orel ji informuje, že pokud chce žít dále, bude nutná výměna nejen jejího srdce, ale i několika dalších vnitřních orgánů, které selhávají. Vzhledem k tomuto neuspokojivému stavu se Orel předčasně rozhoduje umožnit Nicole setkání se svou poslední dcerou Simone a jejím manželem Michaelem O'Toolem, kteří zůstali na původním Uzlu u Síria (viz předchozí díl). Nicole to překvapuje a zároveň uvádí v úžas, když k setkání dojde a ona vidí Michaela svěžího a stále při síle, přestože by mu mělo být asi 120 let. Michael ji sděluje, že podstoupil transplantaci mnoha vnitřních orgánů a také že jeho kůže byla nahrazena jejím syntetickým ekvivalentem. Nicole se postupně seznamuje s dětmi, které se narodili Simone a Michaelovi a také s těmi, co se narodili ze zkumavky.
Nikole se postupně dozví, co je účelem všech lodí typu Ráma a také všech Uzlů. Jedná se údajně o dlouhodobou studii Stvořitele, kdy jsou hledány optimální podmínky, při nichž vznikne civilizace, která dospěje k harmonii. Nicole postupně vstřebává všechny tyto informace a uvažuje o možnosti nechat se „opravit“. Když se ale dozví, že mimozemská inteligence pro děti Simone a Michaela vytvořila její repliku (která je mnohem mladší a i v dalších směrech dokonalejší, než ona sama) dochází k názoru, že tu pro ni už nezbývá žádná smysluplná role. Rozhodne se tedy „opravu“ svého těla odmítnout, vysadit léky a zemřít. Před tím ale prosí Orla, aby jí byla umožněna návštěva modulu Vědění, který je normálně nepřístupný. Orel souhlasí a provede jí postupně různými částmi modulu. Nicole tak zažije fascinující exkurze do různých vědních oborů. Nakonec žádá Orla, aby jí přehrál poslední okamžiky života jejího manžela Richarda a přidal k nim ještě její děti a doktorku Modrou. Jakmile je tato scéna ztvárněna (pomocí dokonalých třírozměrných postav), dojde z posledních sil k nim, obejme svého manžela a s pocitem, že dosáhla pochopení a tím i štěstí, skoná.